# Sunne köping
Denna artikel handlar om den tidigare kommunen Sunne köping. För orten se Sunne, för dagens kommun, se Sunne kommun.
Sunne köping var tidigare en kommun i Värmlands län som omfattade dagens tätort Sunne med viss omnejd.

## Administrativ historik

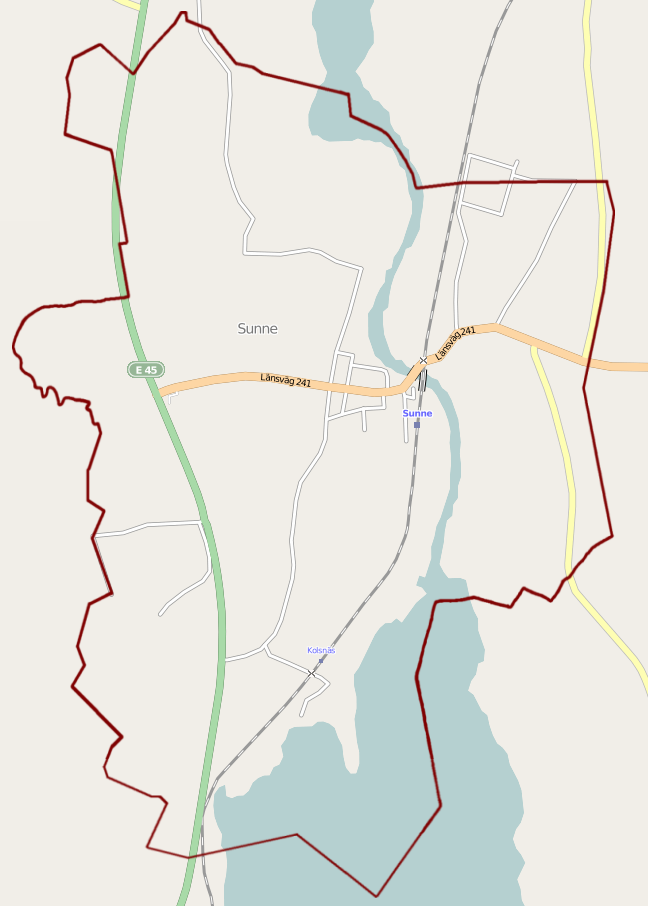
Karta över Sunne köping innan Stora Sunne inkorporerades. Kartans innehåll är från 2010.

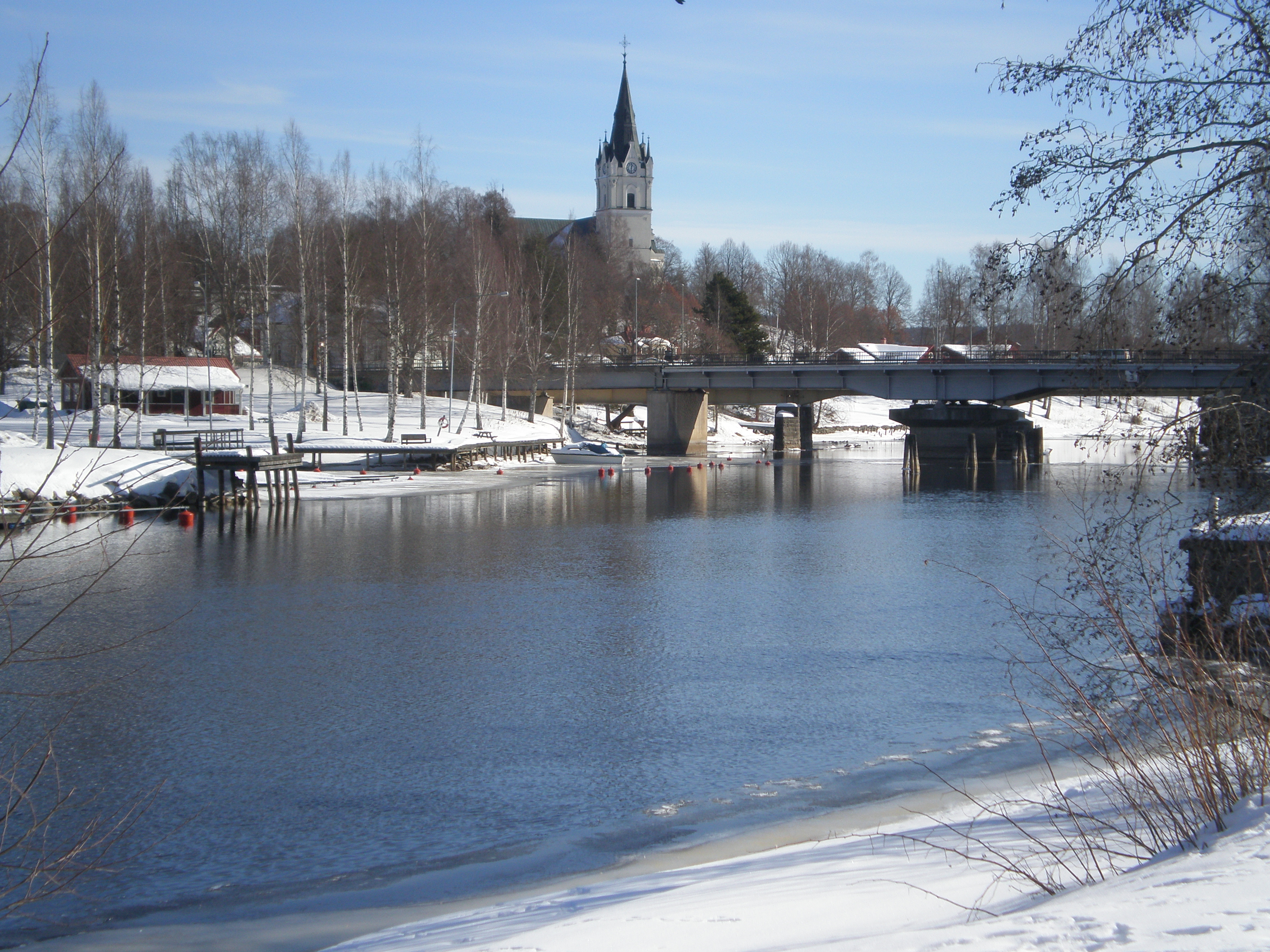
Sunnesundet och Sunne kyrka

Sunne municipalsamhälle inrättades i Sunne landskommun enligt beslut den 16 december 1904. Den 1 januari 1920 (enligt beslut den 24 oktober 1939) utbröts municipalsamhället ur Sunne landskommun för att bilda Sunne köping.
Den 1 januari 1936 (enligt beslut den 22 mars 1935) överfördes till köpingen från landskommunen i kommunalt hänseende samt i avseende på fastighetsredovisningen del av hemmanet Skäggeberg och åtta för Skäggebergs skifteslags samfällda områden vid Lerälven omfattande en areal av 0,18 km², varav 0,17 km² land. Senast den 1 januari 1936 utbröts köpingen ur Sunne jordregistersocken i avseende på fastighetsredovisningen.
Den 1 januari 1949 (enligt beslut den 10 juli 1947) överfördes till köpingen från landskommunen i kommunalt hänseende samt i avseende på fastighetsredovisningen fastigheterna Leran, Skäggeberg, Åmberg Norra, Gulleby 1:9 och 1:12 samt del av 1:13 ävensom delar av fastigheterna Sunne prästgård, Sundsberg och Åmberg Södra med 882 invånare och omfattande en areal av 5,92 km², varav 5,17 km² land.
1 januari 1963 inkorporerades Stora Sunne landskommun i köpingen som i sin tur, genom en sammanslagning med Gräsmarks och Lysviks landskommuner, kom att bilda dagens Sunne kommun 1 januari 1971.
Köpingen har GEOKOD 1714090 och det tidigare municipalsamhället 1714015.

### Kyrklig tillhörighet
I kyrkligt hänseende hörde köpingen till Sunne församling, som till 1963 låg delvis i landskommunen.

## Köpingens utsträckning
Områden norr om skolan Broby Grafiska, samt skolans eget område, tillhörde Sunne landskommun på östra sidan av sjön Fryken, även dagens bostadsområden strax öster om skolan (gränsen gick ungefärligt mellan Uttervägen i öst till Iller-/Bävervägen i väst). Sydlig uträckning på östra sidan av Fryken var hela vägen ner till Solbacka. På västra sidan slutade köpingens sydliga delar vid Rottneros golfbanas norra spets. Köpingens norra spets på västra sidan av Fryken slutade strax söder om Ulvsbergs gård. De områden som idag tillhört tätorten men som inte tillhörde köpingen är främst ovanstående områden nämnda i norra Brårud. För mer information, se bild till höger.

## Kommunvapnet
Blasonering: I blått fält en genomgående bro av silver i ett spann, åtföljd ovanför av två korslagda båtshakar överlagda med en stolpvis ställd yxa och undertill av en framifrån sedd båt, allt av silver.
Detta vapen fastställdes av Kungl. Maj:t den 26 oktober 1951 för dåvarande Sunne landskommun. Vapnet togs sedan över av Stora Sunne landskommun efter sammanslagningen 1952 och därefter av Sunne köping 1963. Det är idag kommunvapen för den nuvarande Sunne kommun. Se artikeln om Sunne kommunvapen för mer information.

## Geografi
Sunne köping omfattade den 1 januari 1952 en areal av 7,29 km², varav 6,42 km² land.

### Tätorter i köpingen 1960
I Sunne köping fanns tätorten Sunne, som hade 3 187 invånare den 1 november 1960. Tätortsgraden i köpingen var då 97,9 procent.

## Politik

### Mandatfördelning i valen 1938-1966
| 8 | 5 | 7 |

| 19 |

| 9 | 6 | 5 |

| 18 |

| 8 | 6 | 6 |

| 19 |

| 11 | 7 | 7 |

| 23 |

| 11 | 7 | 7 |

| 22 |

| 11 | 6 | 8 |

| 18 | 7 |

| 17 | 11 | 6 | 6 |

| 35 |

|  | 14 | 11 | 6 | 8 |

| 32 | 8 |

För valresultat 1958 och äldre för Stora Sunne landskommun, besök dess artikel.
För valresultat nyare än 1966 i den nya hopslagna kommunen, se: Sunne kommun#Politik.